# 세드리크 세귄
세드리크 티에리 세귄(프랑스어: Cédric Thierry Séguin, 1977년 9월 28일~)은 프랑스의 전직 펜싱 선수으로 주 종목은 사브르이다. 2000년 하계 올림픽에서 남자 사브르 단체전 은메달을 획득했다.